# Dorothy Olsen
Dorothy Eleanor Olsen (de soltera Kocher; Woodburn, Oregón, 10 de julio de 1916-University Place, Washington, 23 de julio de 2019) fue una piloto de aviones estadounidense y miembro de las Mujeres Pilotos del Servicio de la Fuerza Aérea (WASP) de Estados Unidos durante la Segunda Guerra Mundial. Creció en la granja de su familia en Woodburn, Oregón, y desarrolló un interés por la aviación desde muy joven. Obtuvo su certificado de piloto privado en 1939, cuando era inusual que las mujeres fueran pilotos.
En 1943, Olsen se unió a las WASP recién formadas como empleada de la función pública. Después de entrenar en Texas, fue asignada al Sexto Grupo de Transporte en Long Beach, California, donde trabajó transportando nuevos aviones desde las fábricas donde se construyeron hasta las bases aéreas estadounidenses. Voló más de 20 tipos de aviones militares, incluidos cazas de alto rendimiento como el P-51 Mustang y el bimotor P-38 Lightning, que prefería a aviones más grandes como los bombarderos, le gustaba especialmente el P-51.
Después de la guerra, Olsen se retiró de la aviación y se mudó al estado de Washington, donde se casó, formó una familia y vivió el resto de su vida. En 2009, recibió la Medalla de Oro del Congreso en honor a su servicio durante la guerra. Olsen murió en 2019 a los 103 años.

## Primeros años de vida
Dorothy Eleanor Olsen nació en Woodburn, cerca de Portland, Oregón, el 10 de julio de 1916, hija de Ralph y Frances (Zimmering) Kocher, y creció en la pequeña granja de la familia. A la edad de ocho años, decidió que quería volar aviones después de leer The Red Knight of Germany, la biografía de Floyd Gibbons sobre el as de la aviación de la Primera Guerra Mundial, Manfred von Richthofen. La introducción de Olsen al vuelo fue cuando dio un paseo en biplano en una feria estatal, lo que la inspiró a tomar lecciones de vuelo; Según se informa, el costo del vuelo agotó todos sus ahorros. En 2011, le dijo al Chinook Observer:

Desde que era niña y saltaba desde lo alto de nuestro granero en Woodburn, Oregón, al heno, hasta el momento en que volaba en misiones nocturnas como piloto del servicio de la fuerza aérea (WASP) sobre Texas iluminado por la luna durante la Segunda Guerra Mundial, me encantaba volar.

Después de dejar la escuela secundaria, Olsen trabajó brevemente como instructora de baile. Obtuvo su licencia de piloto privado en 1939, : 5:39 tomando su checkride en un Taylorcraft de 40 HP (29,8 kW). Una de las tres mujeres en el área de Portland que tenía una licencia de piloto privado según informes en ese momento, Olsen voló con el Woodburn Flying Club (recordaba ser la única mujer entre diecinueve hombres), y con la Patrulla Aérea Civil en Portland y The Dalles.

## WASP

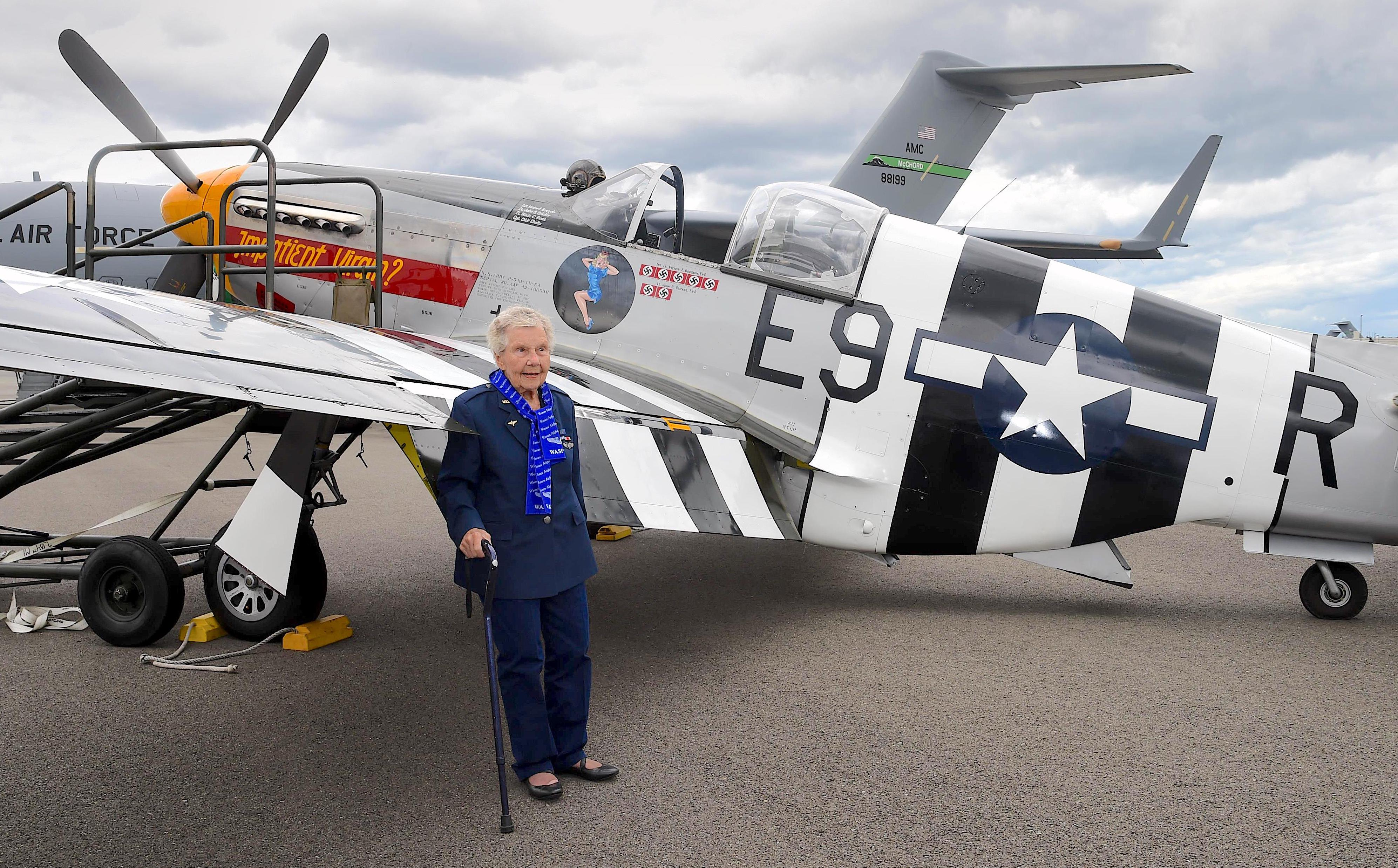
Olsen frente a un P-51 en una exhibición aérea de 2016.

En septiembre de 1942, se formó el Escuadrón Auxiliar de Transbordadores de Mujeres, dirigido por Nancy Harkness Love. El escuadrón reclutó a mujeres que ya poseían licencias de piloto comercial con una media de 1100 horas de experiencia de vuelo, para transportar aviones militares sin necesidad de formación adicional. Ese mismo mes, se creó el Destacamento de Entrenamiento de Vuelo de Mujeres bajo el liderazgo de Jacqueline Cochran. Este grupo tomó a mujeres piloto con menos experiencia y les brindó capacitación adicional para volar aviones militares, comparable al plan de estudios de cadetes del Comando de Entrenamiento de las Fuerzas Aéreas del Ejército. En el verano de 1943, estas dos unidades se fusionaron para formar las Mujeres Pilotos del Servicio de la Fuerza Aérea (WASP). Los WASP aceptaron trabajos de vuelo no relacionados con el combate como empleados de la administración pública, incluida la instrucción de vuelo, el remolque de planeadores y objetivos de práctica de artillería, la realización de vuelos de prueba de ingeniería y el transporte de aviones.
Olsen se unió a los WASP en 1943. Una mujer pequeña, de 5 pies (1,52 m) de altura, Olsen se embarcó en un régimen de aumento de peso basado en plátanos y leche malteada para alcanzar las 100 libras (45,4 kg) de peso mínimo requerido. Hubo más de 25 000 solicitantes para el programa, de las cuales menos de 1900 fueron aceptadas y 1074 se graduaron; Olsen fue una de las 152 estudiantes de la clase 43-4. Su formación comenzó en febrero de 1943, en el campo municipal de Houston (rebautizado como Aeropuerto William P. Hobby en 1967), donde estaba estacionada la mitad de su clase; la otra mitad reportó a Avenger Field en Sweetwater, Texas.: 99  Los solicitantes tuvieron que pagar sus propios gastos de viaje para llegar a los campos de entrenamiento, además de cubrir los gastos de alojamiento y la compra de uniformes de gala. El entrenamiento inicial fue en el Fairchild PT-19, progresando al Vultee BT-13, el North American AT-6, y finalmente al bimotor Beechcraft AT-11. : 15:10 
Olsen inicialmente odiaba su entrenamiento, pero permaneció en el programa para evitar la vergüenza de abandonarlo. En una entrevista de 2010, recordó las viviendas hacinadas, los insectos y el mal tiempo que hacían que las condiciones fueran «bastante primitivas». : 59:54 Encontró dificultades cuando su prometido murió de meningitis espinal; tomarse un tiempo libre para asistir a su funeral la dejó rezagada del resto de su clase. A pesar de estar enferma por un resfriado a su regreso, pasó un control que incluía maniobras acrobáticas, lo que le permitió quedarse con su clase aunque le costó ponerse al día. Se graduó el 7 de agosto de 1943, y fue asignada al Sexto Grupo de Transbordadores en Long Beach, California. Más tarde dijo:

Tuve mucha suerte, porque no habría llegado a Long Beach si me hubieran retenido. Long Beach era la base clave para los combatientes. Me habría desconsolado si no hubiera conseguido Long Beach.

Olsen le dio crédito a Jacqueline Cochran, directora de WASP, por brindar la oportunidad de mantener a las mujeres piloto volando durante la Segunda Guerra Mundial. Olsen voló 61 misiones para el Cuerpo Aéreo del Ejército de los Estados Unidos, entregando aviones nuevos con menos de media hora de vuelo desde la fábrica. Ella fue una de las 12 mujeres certificadas para vuelos nocturnos. Una tarea típica para Olsen era transportar un P-38 o P-51 desde Long Beach a Newark, Nueva Jersey, y luego tomar un vuelo de transporte militar a Niagara Falls, Nueva York, donde recogería un Bell P-63 para su entrega. a Great Falls, Montana, y luego regresar a Long Beach para otro viaje. : 26:51 Todos estos eran cazas monoplaza, siendo el P-38 bimotor, el P-51 y el P-63 monomotor.
Olsen llevaba consigo un par de buenos zapatos en los vuelos de ferry para poder salir a bailar con hombres en su destino antes de tener que despegar en su próximo vuelo. A menudo dejaba su nombre y dirección en las cabinas de los aviones que había transportado, para que los pilotos de combate la encontraran más tarde, una práctica compartida por otras WASP. Dos de esos pilotos de combate enviaron respuestas. Uno de ellos, un teniente, escribió: «Pensé en escribir unas líneas para hacerles saber que, a pesar de que una vez lo piloteó una mujer, la nave funciona perfectamente y aparentemente no tiene defectos de ningún tipo». Las WASP no se consideraban personal militar; Olsen figura en el anuario del Sexto Grupo de Transbordadores con el título de «Piloto Civil». Cuando terminó el programa WASP en 1944, las pilotos fueron dadas de alta en sus bases de origen, pero sin subsidio de transporte para regresar a casa. A las WASP se les concedió retroactivamente el estatus de veteranas como parte de la Ley de Mejora de GI Bill de 1977.
Según Olsen, voló más de 20 modelos diferentes de aviones militares, tanto del Ejército como de la Armada. Su favorito era el P-51. Debbie Jennings, historiadora del Museo de Vuelo de Seattle, dijo que a Olsen no le gustaban los bombarderos voladores porque en los cazas monoplaza, «ella estaba sola y podía hacer lo que quisiera». Jennings mencionó que a Olsen le gustaba asustar a los agricultores en sus tractores volando cerca de ellos y «haría lo mismo en las estaciones de ferrocarril simplemente porque sí». Por estas acciones fue reprendida por sus superiores. Según su hijo, «ella sentía que los atacantes eran como conducir autobuses». Su hija señaló que Olsen sentía que el P-38 era «un avión de anciana», que «cualquiera podía volar», pero el piloto tenía que «permanecer encima» del P-51.

## Después de la guerra

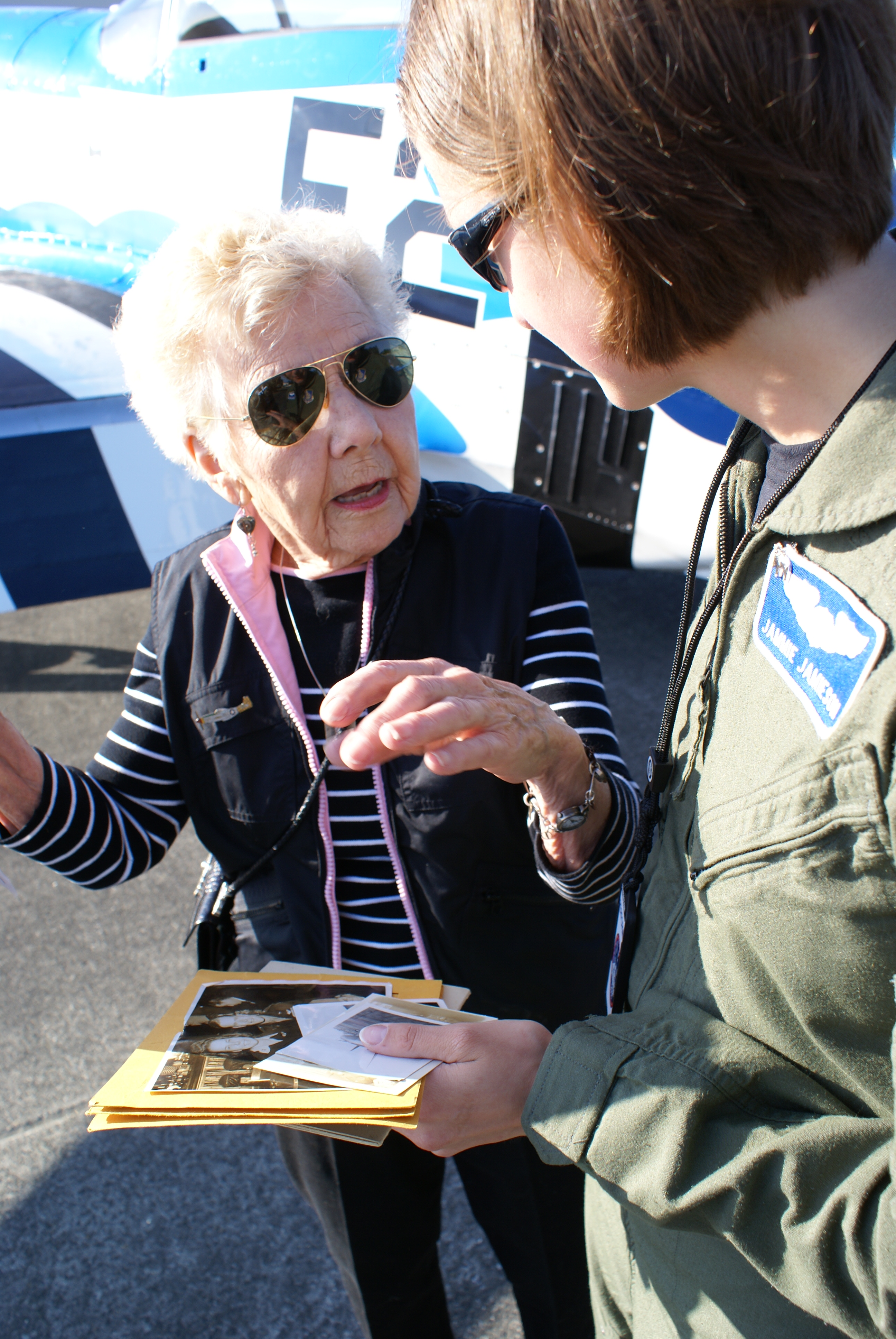
Dorothy Olsen se reúne con la capitana Jammie Jamieson, piloto del F-22, en McChord AFB en 2008 (foto de la Fuerza Aérea de los Estados Unidos).

Después de la guerra, Kocher se casó con Harold W. Olsen del Departamento de Policía del Estado de Washington y se mudaron a University Place, Washington. La pareja tuvo una hija, Julie (Stranburg), y un hijo, Kim; después de criarlos, dirigió tiendas de antigüedades. El daño a los nervios por un procedimiento dental la dejó sorda durante muchos años, pero a la edad de 80 años recibió implantes cocleares que le devolvieron la audición.
Olsen nunca voló comercialmente después de la guerra y nunca voló después de tener hijos. Se la cita diciendo: «¿Por qué querría volar un Cessna cuando he volado un P-51?». En 2009, Olsen (junto con sus compañeros WASP) recibió la Medalla de Oro del Congreso para conmemorar su servicio. En 2015, fue honrada con un sobrevuelo del Boeing Field de Seattle en un avión antiguo por su 99 cumpleaños. En 2016, Olsen celebró su centenario en la Base Conjunta Lewis-McChord. También asistieron sus compañeras WASP Alta Thomas, Betty Dybbro y Mary Jean Sturdevant.
Olsen murió el 23 de julio de 2019 en su casa de University Place, Washington, a los 103 años. En su funeral recibió honores militares. Olsen fue una de las últimas 38 WASP que aún estaban vivas. Su marido Harold murió en 2006.